# 麻実くんはガチ恋じゃない!
『麻実くんはガチ恋じゃない！』（あさみくんはがちこいじゃない）は、ひととせはるひによる日本の漫画。
若手の舞台俳優とその追っかけを中心とした、すれ違い恋模様を描いたボーイズラブ作品である。

## 概要
ひととせはるひがTwitterとpixivにアップしていた「それでも僕はガチ恋じゃない！」を改題し加筆したもの。
12月4日、ビーズログCHEEKでの連載化決定が発表され、12月28日より連載が始まった。
2019年7月発売の第3巻では、アニメイト限定版で全編描き下ろしの内容でドラマCD化された。同年12月発売の第4巻にも同様の限定版でドラマCD化された。

## あらすじ
大学生の皆川麻実は、若手舞台俳優の高良涼を影ながら応援している数少ない男性ファン。麻実は、高良がSNSを更新するたびに業務連絡のような内容で即返信するが、自分は認知されていないと思っていた。しかし高良はしっかりと認知していて、自分から麻実自身のSNSをチェックするほどには気になっていた。
高良のカレンダー発売イベントが決まったとき、同じ高校から進学して来た佐橋政時からバイトに誘われる。資金獲得のため快諾した麻実は、バーでバイトを始める。そこで、常連の加賀美京一と知り合う。彼は実は高良のマネージャーで、カレンダー発売イベントを企画した人でもあった。このイベントに麻実が参加することを知った高良は、順番になって来た麻実の発言に被せて声を掛けてしまうほどに高揚していた。イベントでの出来事で混乱した麻実は、更新された高良のSNSに返信できずにいた。そんな中、高良と麻実は駅のホームで偶然会ってしまう。
麻実とは一ファンと俳優という立場を超えた関係を望むようになる高良と、あくまでファンであるとして俳優との関係性に線引きをしつつも断れないことに悩む麻実。二人を中心として、物語は徐々に動いていく。

## 登場人物
声の項は、アニメイト限定のドラマCDで担当した声優。年齢は本編開始時。
皆川 麻実（みながわ あさみ）〈19〉
声：鈴木裕斗
4月2日生まれ。AB型。163cm。
仙台出身。高校時代まで何にも興味を示さなかったが、高校3年生のとき、苦手な姉の夕陽に連行された舞台で、端役にもかかわらず熱演する高良に圧倒され、高良のファンとなった。
高良 涼（たから りょう）〈24〉
声：江口拓也
7月30日生まれ。B型。178cm。
若手舞台俳優。甘いものが好きで、苦いものが苦手。名も無き役を演じていたとき、息を呑んで観劇する麻実に、自分のファンではないかと気になりだしてからは、麻実の事を完全に認識している。
佐橋 政時（さはし まさとき）〈19〉
声：熊谷健太郎
1月3日生まれ。B型。179cm。
仙台出身。見た目は怖そうだが、めっちゃいい人。麻実とは同じ高校だったが、大学に入ってから声をかけ、仲良くなった。バーでバイトをしており、よく来る京一のことが気になっている。
加賀美 京一（かがみ きょういち）〈24〉
声：土岐隼一
9月24日生まれ。A型。175cm。
コミュニケーションが苦手な高良のマネージャー。政時がバイトをしているバーの常連客でもある。
加賀美 京夏（かがみ きょうか）〈19〉
声：広瀬裕也
8月18日生まれ。A型。166cm。
京一の弟。かつて「京華」の芸名で、葉山と共にアイドル活動をしていた。麻実・政時と同じ大学に通っている。麻実とは2年生のときに知り合った。
葉山 桂（はやま けい）〈21〉
声：梶原岳人
10月5日生まれ。O型。176cm。
アイドル出身の人気舞台俳優。かつて京夏とアイドル活動をしていた。突然辞めた京夏のことが気になっている。
渋谷 菜花（しぶや）
2月28日生まれ。B型。158cm。
麻実の観劇友達。葉山が推し。「大切なお知らせ」が苦手。
皆川 夕陽（みながわ ゆうひ）
5月3日生まれ。AB型。160cm。
麻実の姉で、幼稚園教諭。麻実が高良を追っかけるようになったきっかけを作る。渋谷と知り合いで、同じく葉山を推している。

## 書誌情報
- ひととせはるひ『麻実くんはガチ恋じゃない！』KADOKAWA〈B's-LOG COMICS〉、全6巻
  1. 2018年7月14日発売[7][8][9][10]、ISBN 978-4-04-735233-9
  2. 2018年12月28日発売[11][12]、ISBN 978-4-04-735438-8
  3. 2019年7月1日発売[13][14]、ISBN 978-4-04-735676-4
  4. 2019年12月28日発売[15][16]、ISBN 978-4-04-735874-4
  5. 2020年9月1日発売[17][18]、ISBN 978-4-04-736242-0
  6. 2021年7月30日発売[19][20]、ISBN 978-4-04-736707-4